# Jacob Sigismund Beck
Jacob Sigismund Beck, auch: Jakob Sigismund Beck (* 6. August 1761 in Liessau (bei Marienburg); † 29. August 1840 in Rostock) war ein deutscher Philosoph.

## Leben
Jacob Sigismund Beck war der Sohn eines Pastors. Auf einem Gymnasium vorgebildet, bezog er die Universität Königsberg, wo er Mathematik und Philosophie studierte. Einer seiner Lehrer war Immanuel Kant. Auf dessen Empfehlung ging Beck an die Universität Halle. Zugleich wurde er an einem dortigen Gymnasium angestellt. An der Universität fertigte er 1791 eine Dissertation über den Taylorschen Lehrsatz an. Anhand dieses Werkes wurde er zum Magister und Doktor der Philosophie promoviert und habilitiert. Seitdem wirkte er dort als Privatdozent.
Am 27. April 1799 ernannte ihn die Universität Rostock zum ordentlichen Professor der Metaphysik. Sein Vorgänger war Gustav Schadeloock. Um die Professur konkurrierte Wilhelm Traugott Krug. 1802 erhielt er einen Ruf als Philosophielehrer an die Berliner Kadettenanstalt, den er allerdings ablehnte.
Beck ehelichte am 4. Februar 1803 in Rostock Marie Conradine Dorothea (1769–1840), die Tochter des mecklenburgischen Superintendenten Johann Gottlieb Friederich (1738–22. März 1794) und dessen Frau Margarethe Ilsabe Carmon (1751–1802). Der Ehe entstammte eine Tochter, Louise, die einen Wismarer Apotheker namens Fabricius ehelichte.
1809 wurde Beck auch Inspektor des herzoglichen Konviktoriums. An der Universität bekleidete er viermal das Amt des Rektors: 1808/1809, 1816/1817, 1817/1818 und 1821/1822. Dreimal war er ferner Dekan der philosophischen Fakultät. Zum Inspektor der Stipendien ernannte man ihn 1835.
Bis kurz vor seinem Tode hatte Beck die Professur inne, Nachfolger wurde Heinrich von Stein. Er starb 1840 in Rostock im Alter von 79 Jahren. Am 2. September dieses Jahres wurde er bestattet.

## Wirken
In seiner Zeit am Gymnasium verfasste Beck sein Hauptwerk namens Erläuternder Auszug aus den Schriften des Herrn Prof. Kant, auf Anrathen desselben. Dieses Werk publizierte er auf Anraten Kants, dessen Anhänger er war. Später verfasste er Lehrbücher zur Philosophie, die jedoch weitgehend unbeachtet blieben. Bis 1824 veröffentlichte er Werke, die besonders die Philosophie Kants beinhalteten.
Beck las Logik, Mathematik, Metaphysik, Naturphilosophie, praktische Philosophie, Ethik und Naturrecht. Er gehörte zu den meistgehörten Professoren in Rostock seiner Zeit.
Beck galt als bescheidener Mensch. Seine letzten Lebensjahre verbrachte er zurückgezogen. Er war Mitglied der Freimaurerloge Victoria zu den drei gekrönten Türmen in Marienburg.

## Werke
- Dissertatio de Theoremate Tayloriano, sive de lege generali, secundum quam functionis mutantur, mutatis a quibus pendent varibilibus (Halle 1791)
- Erläuternder Auszug aus den kritischen Schriften des Prof. I. Kant, auf Anrathen desselben (zwei Bände, Riga 1793/1794; Band 1 online)
- Einzig möglicher Standpunkt, aus welchem die kritische Philosophie beurtheilt werden muß (dritter Band von Erläuternder Auszug; zwei Teile, Riga 1796)
- Grundriß der kritischen Philosophie (Halle 1796)
- Propädeutik zu jedem wissenschaftlichen Studio (Halle 1796; Online)
- Kommentar über I. Kant's Metaphysik der Sitten. Erster Theil, welcher die metaphysischen Principien des Naturrechts enthält (Halle 1798; Online)
- Grundsätze der Gesetzgebung (zwei Teile, Rostock/Leipzig 1806; Online)
- Programm: Bestimmung einiger der Logik angehörigen Begriffe (drei Abteilungen, Rostock 1808/1809)
- Programm: Von den Formen der Staatsverfassung (drei Abteilungen, Rostock 1816/1817)
- Programm: Ueber die moralische Natur des menschlichen Wissens (drei Abteilungen, Rostock 1817/1818)
- Lehrbuch des Naturrechts (Jena 1820; Online)
- Lehrbuch der Logik (Rostock/Schwerin 1820; Online)
- Programm: Ueber die Staatseinkünfte (Rostock 1821)
- Programm: Ueber die Metaphysik der Sitten (Rostock 1822)
- Programm: Von der metyphysischen Tugendlehre (Rostock 1822)
- Programm: Prolegomena zur allgemeinen Metaphysik (drei Abteilungen, Rostock 1823/1824)